# Ralf Geilenkirchen
Ralf Geilenkirchen (* 26. April 1966 in Aachen) ist ein ehemaliger deutscher Fußballspieler.

## Laufbahn
Ralf Geilenkirchen spielte vier Jahre lang für den 1. FC Köln. Seine Trainer in der Zeit waren der ehemalige Nationalspieler der Kölner Hannes Löhr, Georg Keßler und Christoph Daum. Für Geilenkirchen dürfte das größte Erlebnis das UEFA-Pokal-Finale 1986 gegen Real Madrid gewesen sein, auch wenn es mit 1:5 und 2:0 verloren wurde. Beim 2:0 im Rückspiel, das aufgrund einer Stadionsperre gegen die Kölner im Berliner Olympiastadion stattfand, erzielte er in der 72. Minute das 2:0. Geilenkirchen nahm mit der Bundeswehr-Nationalmannschaft an der Militär-Weltmeisterschaft 1987 in Italien teil und belegte mit der Mannschaft den zweiten Rang. Im Jahre 1988 wechselte er nach Belgien zu Royal Antwerpen, wo mit Hans-Peter Lehnhoff ein weiterer ehemaliger Kölner spielte. Prompt traf man in der ersten Runde des UEFA-Cup auf den 1. FC Köln, der die Spiele mit 4:2 und 2:1 gewann. Geilenkirchen kam in beiden Partien zum Einsatz; es gelang ihm dabei kein Treffer. Nach seiner Zeit in Belgien kehrte er nach Deutschland zurück und spielte für Eintracht Braunschweig und Bayer 05 Uerdingen vier Jahre lang in der 2. Bundesliga. Seine Karriere ließ er beim SCB Preußen Köln ausklingen.

## Vereine
- Westwacht Aachen
- 1984–1988 1. FC Köln
- 1988–1990 Royal Antwerpen
- 1990–1993 Eintracht Braunschweig
- 1993–1994 Bayer 05 Uerdingen
- 1994–1995 SCB Preußen Köln

## Statistik
- 2 U21-Länderspiele für Deutschland
- 1. Bundesliga
65 Spiele; 9 Tore 1. FC Köln
- 2. Bundesliga
47 Spiele; 5 Tore Eintracht Braunschweig
11 Spiele; 1 Tor Bayer 05 Uerdingen
- DFB-Pokal
4 Spiele; 1 Tor 1. FC Köln
- UEFA-Pokal
12 Spiele; 3 Tore 1. FC Köln

## Erfolge
- 1986 UEFA-Pokal-Finale